# Kris Menace
Pour les articles homonymes, voir Menace et Hoeffel.
Kris Menace, de son vrai nom Christophe Hoeffel, est un musicien, DJ et producteur de musique électronique allemand. Révélé par le morceau Discopolis, produit avec Lifelike en 2005, il poursuit sa carrière en réalisant de nombreux remixes et collaborations. Il a également produit quatre albums studio. Il est par ailleurs le fondateur des labels Work It Baby et Compuphonic.

## Biographie

### Jeunesse et débuts
Christophe Hoeffel nait en 1980 à Landau in der Pfalz,. Introduit très tôt à la musique et au monde de la nuit par sa sœur, il commence le DJing vers 13 ans puis écrit et produit des morceaux pour d'autres artistes dans les années 1990. Il devient ensuite organisateur et promoteur de soirées. En 1999, dans le cadre de soirées Drum & Bass où il accompagne des artistes comme Roni Size ou Grooverider, il craque sous la pression et finit à l'hôpital. À sa sortie, il est arrêté à Mannheim au volant d'une voiture dont un des passagers a sur lui du cannabis. Il est alors condamné à un an de prison ferme,. Cette mésaventure lui inspirera en 2000 son nom de scène, Kris Menace, après qu'un de ses juges le qualifie de « menace pour la société » (en allemand : « bedrohung für die gesellschaft »), qu'il traduit en anglais : « Menace to Society ».
À sa sortie en 2000, il fonde le label Work It Baby sur lequel il se produit avec des amis. Le premier titre, du groupe Relight (composé de Kris Menace et Yves Sticht), ne sort que trois ans plus tard. Y apparait la même année le premier morceau de Stars on 33, I Feel Music in Your Heart. Le label, basé à Paris, est considéré typiquement French Touch, bien que son fondateur n'apprécie pas le terme.

### Révélation avecDiscopolis(2005–2009)
Mais c'est en 2005 que la carrière de Kris Menace connait son essor avec la sortie de son premier single Discopolis. Le morceau, réalisé avec Lifelike, est particulièrement remarqué,,, certains le qualifiant même d'« hymne club » (formulations originales anglaises : « club anthem » et « club smash »),. Il est alors joué dans les plus grandes discothèques du monde, et tout particulièrement à Ibiza, notamment par l'influent Pete Tong. Initialement sorti sur le label Vulture, le titre est ensuite repris sur Defected en 2006 et assorti d'un clip réalisé par Seb Janiak, ce qui lui offre alors une visibilité considérable. Il atteindra le Top 100 britannique et plus de 30 000 copies vinyles s'en vendront.
Cette notoriété lui permet alors de se produire de par le monde dans des boîtes de nuit de renom telles que le Fabric à Londres, le Razzmatazz à Barcelone, l'Amnesia et le Space à Ibiza. Ses virées sont fréquemment en compagnie de Fred Falke ou d'Alan Braxe, ce dernier étant fondateur du label Vulture. Les deux artistes sortent d'ailleurs un titre commun en 2007 : Lumberjack. Parallèlement, Kris Menace fonde le label Compuphonic sur lequel il s'auto-produit et peut alors expérimenter exactement la musique qu'il souhaite, par opposition à son précédent label Work It Baby qui est alors catalogué French House. Il y réalise des singles comme Voyage, Fairlight (avec Fred Falke), Steamroller et Jupiter. Ce dernier deviendra d'ailleurs un des titres les plus téléchargés en 2006 dans la catégorie musique électronique sur Beatport.
À la même époque, il devient assez demandé en tant que remixeur, réalisant des reprises pour Robbie Williams, Metronomy puis plus tard pour Kylie Minogue, ou encore Lana Del Rey, pour ne citer que les plus connus. Certains de ses titres se font remarquer, à l'instar de Heartbreaker par Metronomy, no 1 sur Hype Machine en juillet 2008 ou Mer du Japon de Air dans le Top 100 de 2007 de Pitchfork. Celui de The Phoenix Alive par Monarchy est, quant à lui, inclus dans la bande-son du jeu FIFA 12. Ses remixes sont néanmoins décrits comme assez éloignés des œuvres originales, ce qui aurait repoussé certains artistes.
En 2008 avec Spooky, il crée le morceau Stereophonic, considéré par la BBC comme sa meilleure co-production. Il est par ailleurs invité cette même année à se produire sur l'émission Essential Mix de Pete Tong sur BBC Radio 1.

### Confirmation et sorties d'albums (2009–2014)
En 2009, il sort un premier album, Idiosyncrasies, compilant de nombreux morceaux sortis précédemment. En 3 CD, l'album reprend ses titres phares, Discopolis, Lumberjack ou Jupiter mais également ses remixes de Robbie Williams, Róisín Murphy, Air ou Moby entre autres. Cette même année, il devient résident sur Radio FG.
Fin 2011, Kris Menace reprend le projet Stars on 33 avec Laurent Tompson et Radical Peterson sur le label Eskimo Recordings. La formation sort alors un EP, Let the Music Guide, composé de cinq titres, dont Something You Can Feel, qui réapparaitra sur la compilation In Flight Entertainment d'Aeroplane. En 2012, il sort deux albums, Electric Horizon et Features. Le premier, Electric Horizon, est essentiellement réalisé en solo. Il se veut typique des productions précédentes de l'artiste tout en s'essayant à des genres nouveaux, comme avec le titre We Are qui se rapproche de l'Italo disco. Mais il lui est également reproché un certain manque d'originalité. Le titre Falling Star sera néanmoins repris pour les Jeux paralympiques d'été de 2012. Plus remarqué, Features, inclut de nombreuses collaborations, surtout vocales, d'où son nom. Kris Menace y fait appel à des artistes connus : Miss Kittin sur Hide, Robert Owens sur Trusting Me ou encore Romanthony sur 2Nite4U. Plusieurs clips accompagnent les titres phares : une animation de Mathieu Bétard pour Hide et des vidéos réalisées par Meeto Worre Kronborg Grevsen pour Trusting Me, Lone Runner ou encore Voodoo Dilate. L'album, décrit comme plus pop que le précédent, est plutôt bien reçu. 
Vers fin 2013, il sort un quatrième album, The Entirety of Matter, plus expérimental. L'œuvre est décrite comme cinématique, inspiré par l'espace et futuriste. Chacun des 12 titres est accompagné d'un gif futuriste réalisé par Matt Divito. Le titre The Entirety of Matter est quant à lui accompagné d'un clip réalisé spécialement pour la réalité virtuelle,. 

### Pause et retour discret (depuis 2014)
En 2014, il retravaille avec Lifelike sur une réédition de Discopolis chez Armada et un nouveau single, Ready 4 Love. Mais peu après, surmené par la précédente décennie et déprimé, l'artiste décide de faire une pause dans sa carrière pour préserver sa santé mentale. Il ne revient que 5 ans plus tard en 2020 avec le single Rome, réalisé avec GWYLO et Millé, accompagné d'un clip réalisé par Mark Feuerstake,. La même année sort un remix remarqué de son succès initial Discopolis par Meduza.

## Discographie

### Remixes et productions
- 2006 : Belle – What the Hell
- 2006 : O.T. Quartet – Hold that Sucker Down avec Lifelike
- 2006 : Evermore – I'ts Too Late
- 2006 : Princess Superstar abd Larry Tee – Licky
- 2006 : Bodyrox – Yeah Yeah
- 2006 : Stars on 33 – I feel Music in Your Heart
- 2006 : Robbie Williams – She's Madonna
- 2006 : Tracey Thorn – Its All True
- 2006 : LCD Soundsystem – North American Scum
- 2007 : Róisín Murphy – Overpowered
- 2007 : Midnight Juggernauts – Out of the Storm
- 2007 : Cagedbaby – Starr
- 2007 : EVA - Builder
- 2007 : Martin Solveig – Somethings Better
- 2007 : Felix da Housecat – Like Something for Porno!
- 2007 : King Creosote – No Clue
- 2007 : Air – Mer du Japon
- 2008 : The Presets – My People
- 2008 : Yuksek – Tonight
- 2008 : Moby – Ohh Yeahh
- 2008 : Underworld – Ring Road
- 2008 : Metronomy – Heartbreaker
- 2008 : Infadels – I Can't Get Now
- 2010 : Kylie Minogue – Get Outta My Way
- 2011 : Erasure – When I Start to (Break It All Down) (Kris Menace Club Mix)